# Gabriel Brown Martínez
Gabriel Enrique Brown Martínez (Colón, Panamá, 24 de julio de 1998) es un futbolista panameño que juega como defensa en el Sporting Football Club de la Primera División de Costa Rica. Es hijo del cantante de reggae Apache Ness.

## Trayectoria

### CD Árabe Unido
Se formó en las categorías inferiores del CD Árabe Unido y su debut profesional en la Primera División de Panamá fue el 13 de noviembre de 2016 en la derrota 0 a 1 contra el Santa Gema FC en el Estadio Óscar Suman Carrillo en donde fue titular y jugó todo el partido, donde salió campeón del LPF Apertura 2016 en donde jugó 1 partido, fue subcampeón de la LPF Clausura 2017 en donde jugó 5 partidos, en la Liga de Campeones de la Concacaf 2016-17 estuvo en la banca llegando hasta los cuartos de final, en la Liga Concacaf 2017 estuvo en la banca llegando hasta las semifinales, quedó subcampeón de la LPF Apertura 2017 jugó 2 partidos, en la LPF Clausura 2018 jugó 8 partidos llegando hasta las semifinales, en la Liga Concacaf 2018 jugó 1 partido llegando hasta las semifinales, en el Torneo Apertura 2018 jugó 4 partidos llegando hasta semifinales, en el Torneo Clausura 2019 jugó 7 partidos llegando nuevamente hasta las semifinales, en el Torneo Apertura 2019 jugó 5 partidos, en el Torneo Apertura 2020 solo jugó 2 partidos porque el torneo se canceló por el COVID 19, en el Torneo Clausura 2020 jugó 6 partidos, en el Torneo Apertura 2021 jugó 12 partidos, en el Torneo Clausura 2021 jugó 14 partidos y anotó 1 gol, en el Torneo Apertura 2022 jugó 13 partidos, en el Torneo Clausura 2022 jugó 16 partidos y anotó 4 goles, en el Torneo Apertura 2023 jugó 15 partidos, en la Torneo Clausura 2023 jugó 13 partidos y anotó 1 gol, en el Torneo Apertura 2024 jugó 14 partidos y anotó 2 goles. en el Torneo Clausura 2024 jugó 17 partidos, anotó 2 goles y dio 1 asistencia, en donde fueron eliminados en las semifinales en un marcador global de 5 a 3 contra el CD Plaza Amador en donde jugó en 1 partido.

### Sporting FC
El 1 de enero de 2025 fue anunciado su cesión al Sporting Football Club. debutó con el club el 12 de enero de 2025 en el empate 1 a 1 contra Municipal Pérez Zeledón el en el Estadio Municipal de Pérez Zeledón en donde fue titular y jugó todo el partido.

## Selección nacional

### Categorías inferiores
Fue convocado por la selección sub-20 de Panamá para jugar el XI Juegos Deportivos Centroamericanos.

### Selección absoluta
Hizo su debut con la selección absoluta  el 27 de agosto de 2023 en la victoria 2 a 1 contra Bolivia en un partido amistoso; el partido se jugó en el Estadio Félix Capriles en Bolivia en donde fue suplente y entró al minutó 46 por Cristian Quintero.

## Clubes
| Club           | País       | Año           |
| -------------- | ---------- | ------------- |
| CD Árabe Unido | Panamá     | 2016-2024     |
| Sporting FC    | Costa Rica | 2025-presente |

## Palmarés

### Títulos nacionales
| Título           | Club           | País   | Año    |
| ---------------- | -------------- | ------ | ------ |
| Primera División | CD Árabe Unido | Panamá | 2016-A |